# 矢野裕二郎
矢野 裕二郎（やの ゆうじろう、2001年7月7日 - ）は、ジャパンラグビーリーグワン日野レッドドルフィンズに所属するラグビー選手。

## プロフィール
- ポジションはロック(LO)。
- 身長 192 cm、体重 106 kg

## 略歴
5歳からラグビーを始めた。
2020年、関東学院六浦高校卒業後、関東学院大学に入学。
2023年、関東学院大学ラグビー部の副将に就任。
2024年、アーリーエントリーで日野レッドドルフィンズに加入。
2025年3月23日に行われたJAPAN RUGBY LEAGUE ONE第9節グリーンロケッツ東葛戦に途中出場でリーグワン公式戦初出場を果たした。